# Aleksandra Kustova
Aleksandra Gennad'evna Kustova, accreditata come Alexandra Kustova dalla FIS (in russo Александра Геннадьевна Кустова?; Magadan, 26 agosto 1998), è una saltatrice con gli sci russa.

## Biografia

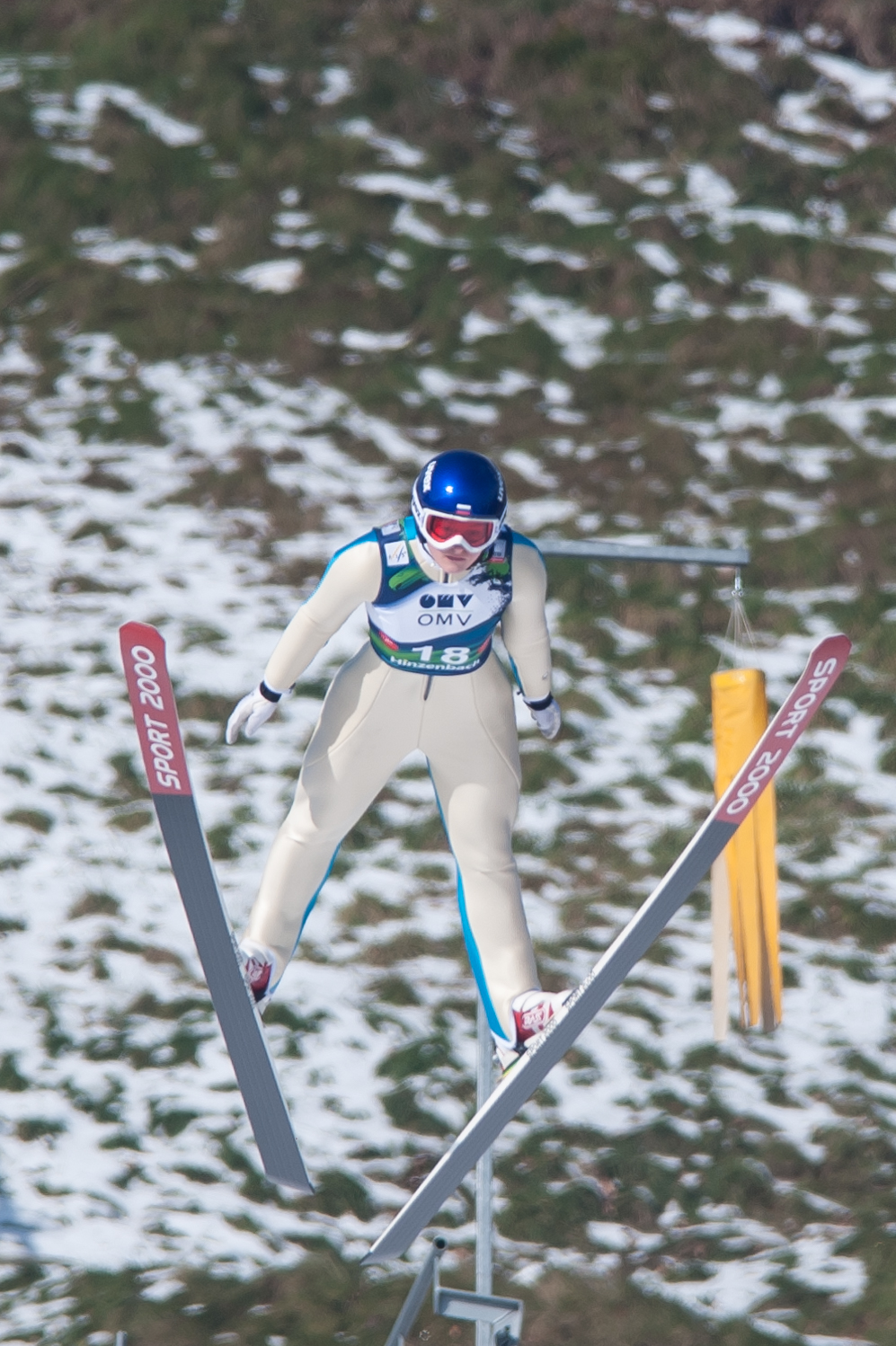
Aleksandra Kustova in gara a Hinzenbach nel 2015

In Coppa Continentale, la massima competizione femminile di salto prima dell'istituzione della Coppa del Mondo nella stagione 2012, ha esordito il 7 dicembre 2010 a Rovaniemi (35ª). In Coppa del Mondo ha debuttato il 3 dicembre 2014 a Čajkovskij, classificandosi 44ª, e ha ottenuto il primo podio il 16 dicembre 2017 a Hinterzarten (2ª).
Ai XXIII Giochi olimpici invernali di Pyeongchang 2018, suo esordio olimpico, si è classificata 24ª nel trampolino normale; l'anno dopo ai Mondiali di Seefeld in Tirol, suo debutto iridato, è stata 35ª nel trampolino normale e 5ª nella gara a squadre. Ai XXIV Giochi olimpici invernali di Pechino 2022 si è classificata 17ª nel trampolino normale.

## Palmarès

### Mondiali juniores
- 2 medaglie:
  - 2 argenti (gara a squadre ad Almaty 2015; gara a squadre a Kandersteg-Goms 2018)

### Coppa del Mondo
- Miglior piazzamento in classifica generale: 19ª nel 2019
- 4 podi (1 individuale, 3 a squadre):
  - 2 secondi posti (a squadre)
  - 2 terzi posti (1 individuale, 1 a squadre)

### Coppa Continentale
- Miglior piazzamento in classifica generale: 7ª nel 2013